# Joseph Taphinon Desroches
Pour les articles homonymes, voir Desroches.
Joseph Taphinon Desroches est un acteur français né à Dijon le 22 mai 1730 et mort à Stockholm le 2 janvier 1796.
Vers la fin des années 1760, il arrive à Stockholm dans la troupe Dulondel et épouse l'actrice Madeleine-Nicole-Julie Fromageau le 16 juillet 1768. Le couple aura cinq enfants, tous nés à Stockholm.
Il sera également « lecteur » de la reine douairière Louise-Ulrique de Prusse à partir de 1770.